# 조지프슨 소용돌이
초전도에서 조지프슨 소용돌이(Josephson vortex)는 긴 조지프슨 접합내의 초전류의 소용돌이이다. 초전류는 소용돌이의 중심에 대해 회전하는데 그 중심은 조지프슨 장벽에 위치한다. 2종 초전도체인 아브리코소브 소용돌이에 반대되는 조지프슨 소용돌이는 정상적인 핵심이 없다.
보통 조지프슨 소용돌이의 초전류는 전체 플럭스 {\displaystyle \Phi _{0}}---플럭스 양자의 자기장을 발생시킨다.
그러한 소용돌이는 조지프슨 플럭슨이라 불리며 특정 조건에서 전파하는 조지프슨 소용돌이가 다른 조지프슨 소용돌이를 초기화할 수 있다는 것이 증명되었다.
이 효과는 플럭슨 복제이라 불리며 두 번째 소용돌이가 나타날지라도 이것은 플럭스 양자의 보존을 위배하지 않는다.
근래에는 조지프슨 소용돌이가 자기 흘럭스 양자의 반만을 운반할 수도 있다는 것이 증명되었는데, 그것은 반플럭슨이라 명명되었다.

## 같이 보기
- 브라이언 데이비드 조지프슨